# Icositetraedru pseudoromboidal
În matematică icositetraedrul pseudoromboidal este un poliedru convex cu 24 de fețe romboidale congruente, care au câte un unghi obtuz și trei unghiuri ascuțite egale. având 24 de fețe este un icositetraedru.
Este dualul girobicupolei pătrate alungite, poliedru cunoscut și sub numele de pseudorombicuboctaedru. Deoarece pseudorombicuboctaedrul este strâns legat de rombicuboctaedru, dar are o răsucire de-a lungul unei centuri ecuatoriale de fețe (și laturi), icositetraedrul pseudoromboidal este strâns legat de icositetraedrul romboidal, dar are o răsucire de-a lungul unui ecuator de laturi (și vârfuri).

## Proprietăți

### Vârfuri
Deoarece fețele pseudorombicuboctaedrului sunt regulate, vârfurile icositetraedrului pseudoromboidal sunt regulate. Dar, din cauza răsucirii, aceste 26 de vârfuri sunt de patru feluri diferite:
- 8 vârfuri în care se întâlnesc trei laturi scurte (vârfurile galbene din prima figură de mai jos),
- 2 vârfuri în care se întâlnesc patru laturi lungi (vârfurile de sus și de jos, roșu deschis în prima figură de mai jos),
- 8 vârfuri în care se întâlnesc patru laturi, alternativ scurte cu lungi (vârfurile roșu închis în prima figură de mai jos),
- 8 vârfuri în care se întâlnesc o latură scurtă și trei lungi (vârfurile ecuatoriale răsucite, roșu mediu în prima figură de mai jos).

### Laturi
Un icositetraedru pseudoromboidal are 48 de laturi: 24 scurte și 24 lungi, în raport de {\displaystyle 1:2-{\tfrac {1}{\sqrt {2}}}.} Dacă laturile dualului său (pseudorombicuboctaedrul) au lungimea 1, lungimile laturilor icositetraedrului pseudoromboidal sunt {\displaystyle {\tfrac {2}{7}}{\sqrt {10-{\sqrt {2}}}},} respectiv {\displaystyle {\sqrt {4-2{\sqrt {2}}}}.}

### Fețe
Deoarece pseudorombicuboctaedrul are un singur tip de figură a vârfului, icositetraedrul pseudoromboidal are o singură formă de față (este monoedrică); fețele sale sunt romboizi congruenți. Dar, din cauza răsucirii, pseudorombicuboctaedrul nu este tranzitiv pe vârfuri, cu vârfurile sale în două orbite de simetrie (†), iar icositetraedrul pseudoromboidal nu este tranzitiv pe fețe, cu fețele pe două orbite de simetrie diferite (†), aceste 24 de fețe sunt de două feluri:
- 8 fețe cu vârfuri roșu deschis, roșu închis, galben, roșu închis (fețele de sus și de jos, roșii deschis în prima figură de mai jos),
- 16 fețe cu vârfuri galben, roșu închis, roșu mediu, roșu mediu (fețele laterale, albastre în prima figură de mai jos).

(†) (trei orbite de simetrie diferite dacă se iau în considerare doar simetriile de rotație)

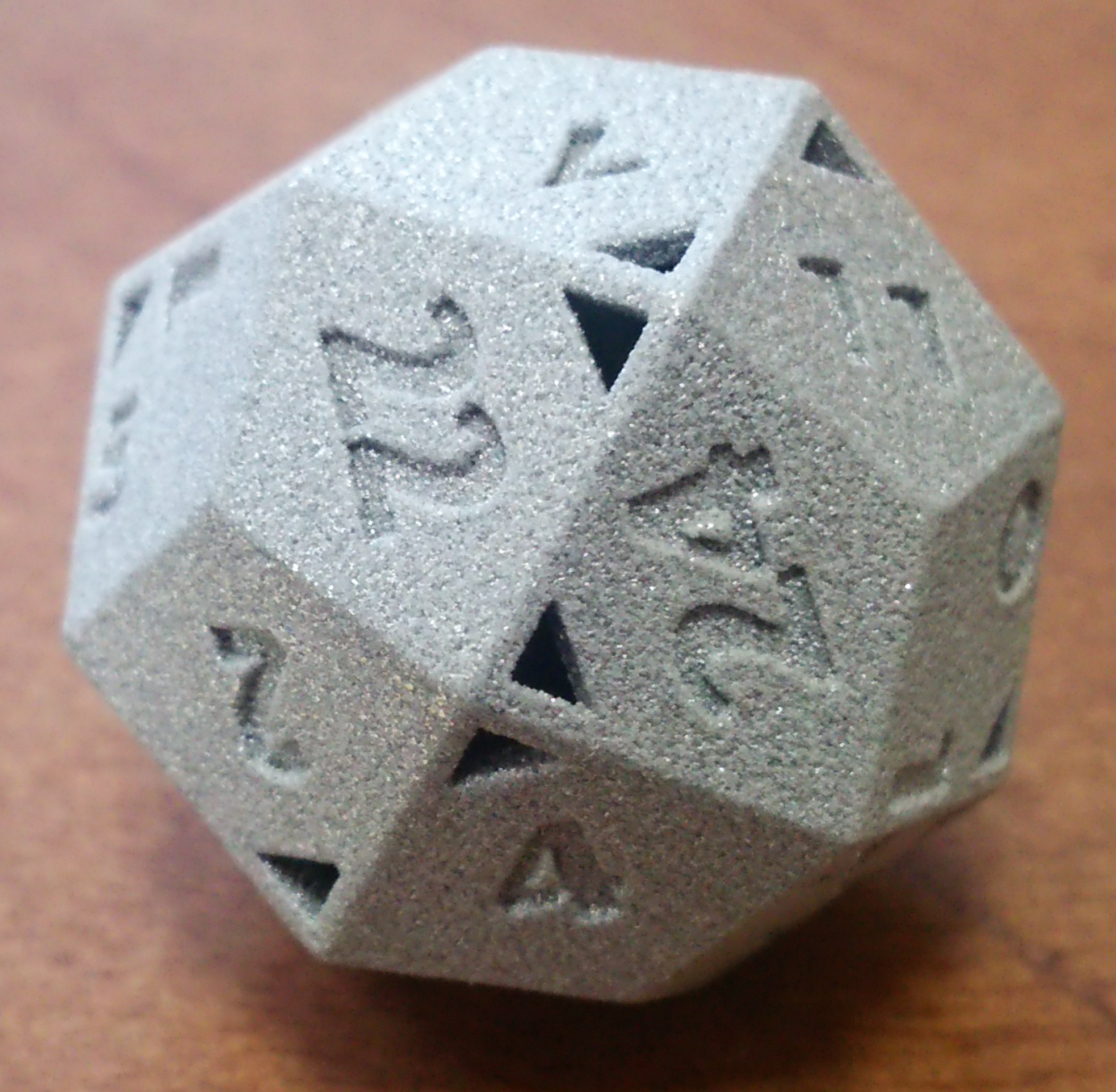
Zar în formă de icositetraedru pseudoromboidal

| icositetraedrul pseudoromboidal și cel romboidal         |  |
|                                                          |  |
|                                                          |  |
| Pseudogirobicupola pătrată alungită și rombicuboctaedrul |  |

| icositetraedrul pseudoromboidal și cel romboidal                         |  |
|                                                                          |  |
|                                                                          |  |
| Marele icositetraedru pseudoromboidal și marele icositetraedru romboidal |  |